# Saxparty 4
Saxparty 4 är ett studioalbum från 1977 utgivet av det svenska dansbandet Ingmar Nordströms på skivmärket Frituna. Albumet placerade sig som högst på tredje plats på den svenska albumlistan. Albumet återutgavs 1988 till CD.

## Låtlista
1. Chanson D'Amour
2. Bye, Bye, Bye Little Butterfly
3. Sailing
4. Härliga Sommarö
5. Red Sails in the Sunset
6. Du är den som allting handlar om
7. Humlans Flykt (The Flight of the Bumble-Bee)
8. Han är min sång och min glädje (There Goes My Everything)
9. Rara Underbara Katarina
10. Verde
11. Strangers in the Night
12. Du har gett mig toner till en sång
13. Öresund
14. Love is a Many Splendoured Thing

## Listplaceringar
| Lista (1977-1978) | Topplacering |
| ----------------- | ------------ |
| Sverige           | 3            |

### Fotnoter
1. ↑  Listplacering